# Order Kwiatów Paulowni
Wielka Wstęga Orderu Kwiatów Paulowni (jap. 桐花大綬章 Tōka-daijushō) – drugi pod względem ważności w precedencji (po Najwyższym Orderze Chryzantemy) order Japonii. Został ustanowiony 4 stycznia 1888 roku przez cesarza Meiji jako specjalna, najwyższa klasa Orderu Wschodzącego Słońca. W 2003 roku został wydzielony i obecnie stanowi samodzielny order. Order jest jednoklasowy. 
Odznaką orderu jest medal, w którego środkowej części symboliczne promienie słoneczne, otoczone są wokół wygrawerowanymi kwiatami drzewa paulowni. Odznaka umocowana jest do zawieszki w kształcie trzech liści paulowni.
Gwiazda orderowa powtarza motyw odznaki orderu.
Order zawieszony jest na czerwonej wstędze z białymi pasami przy krawędziach (odwrócone kolory wstęgi Orderu Wschodzącego Słońca).